# UFC Fight Night: Rockhold vs. Philippou
UFC Fight Night: Rockhold vs. Philippou (también conocido como UFC Fight Night 35) fue un evento de artes marciales mixtas celebrado por Ultimate Fighting Championship el 15 de enero de 2014 en el Arena at Gwinnett Center en Duluth, Georgia.

## Historia
El evento principal estuvo encabezado por una pelea de peso medio entre Luke Rockhold y Costa Philippou.
Thiago Silva estaba vinculado brevemente con Ovince St. Preux en el evento. Sin embargo, Silva se retiró de la pelea por razones no reveladas. La pelea fue reprogramada y se espera que tenga lugar el 15 de marzo de 2014 en UFC 171.
Se esperaba que Jason High se enfrentara a Adlan Amagov en el evento. Sin embargo, Amagov fue obligado a salir de la pelea debido a una lesión y fue reemplazado por el recién llegado Beneil Dariush. A su vez, High se retiró de la pelea citando apendicitis y fue reemplazado por el regreso del veterano Charlie Brenneman.

## Premios extra
Cada peleador recibió un bono de $50,000.
- Pelea de la Noche: Yoel Romero vs. Derek Brunson
- KO de la Noche: Luke Rockhold
- Sumisión de la Noche: Cole Miller